# São Miguel da Serra
São Miguel da Serra é um distrito do município de Porto União, no estado de Santa Catarina.
No distrito localiza-se a Igreja de Pedra de São Miguel da Serra, toda construída em pedras por imigrantes alemães, e distante 23 quilômetros do centro da cidade, com acesso pela rodovia SC-302.. A igreja é integrante do Roteiro Rural Caminhos da Serra.
Outra atração do distrito é o Museu Rural Leovegildo Dalmas, um moinho de cereais com roda de água ainda em funcionamento. O museu conserva fotos e documentos dos pioneiros, sendo também integrante do Roteiro Rural Caminhos da Serra.